# باردناس رئالس
باردناس رئالس یک اقلیم نیمه‌خشک ناحیهٔ طبیعی یا بدبوم است که گستردگی آن به ۴۱۸۴۵ هکتار می‌رسد و در جنوب شرقی نابارای اسپانیا قرار دارد. خاک این بیابان از رس، گچ و ماسه‌سنگ تشکیل شده است. صخره‌های این منطقه به دلیل فرسایش توسط آب و باد شکل‌های عجیبی به خود گرفته‌اند از این رو منظره‌هایی مانند تپه‌های تنها یا دره‌های عمیق اینجا دیده می‌شود.
این بیابان ۴۵ کیلومتر از شمال تا جنوب و ۲۴ کیلومتر از شرق به غرب گسترده شده است.

## نگارخانه

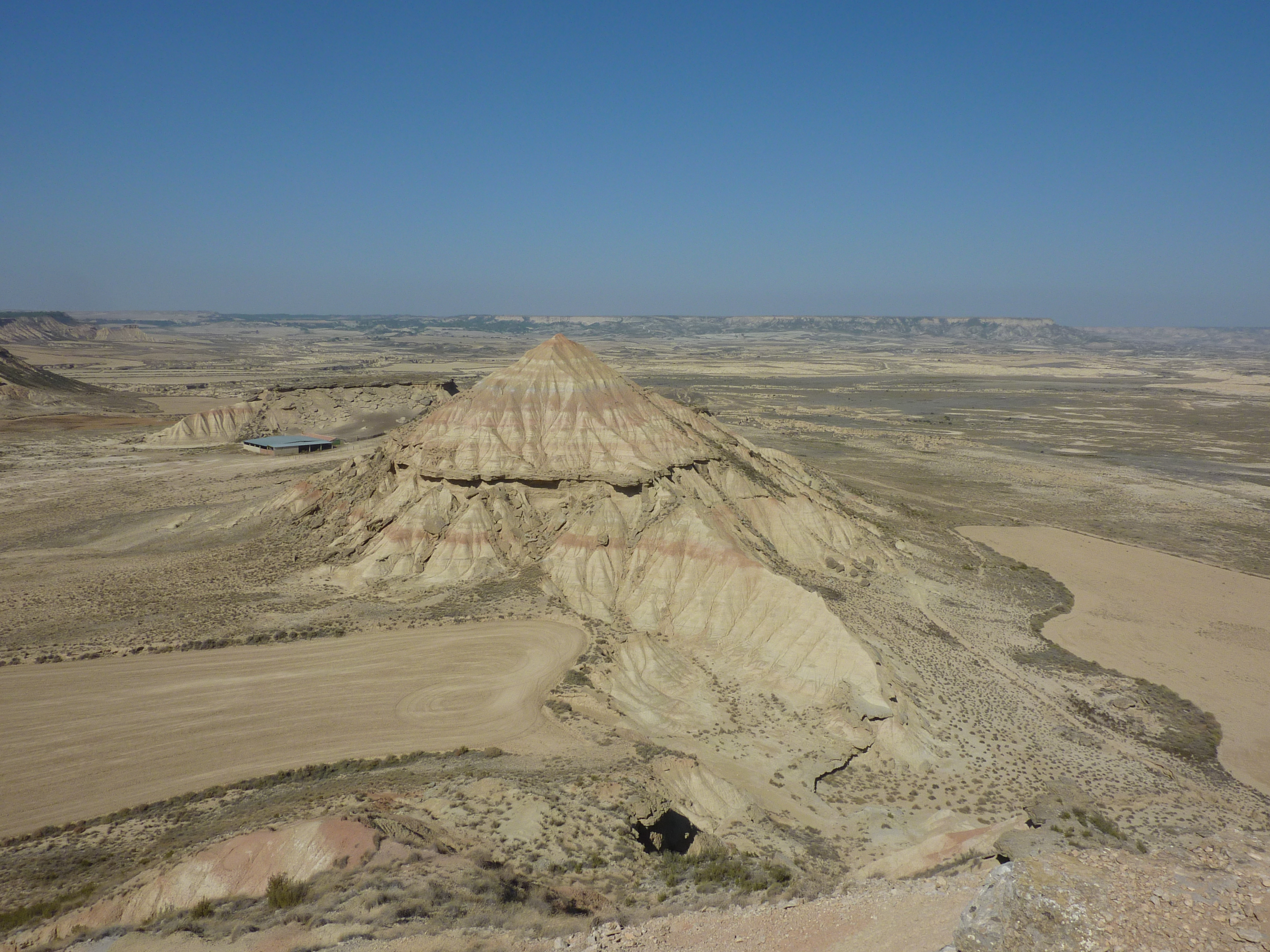
باردناس سپید
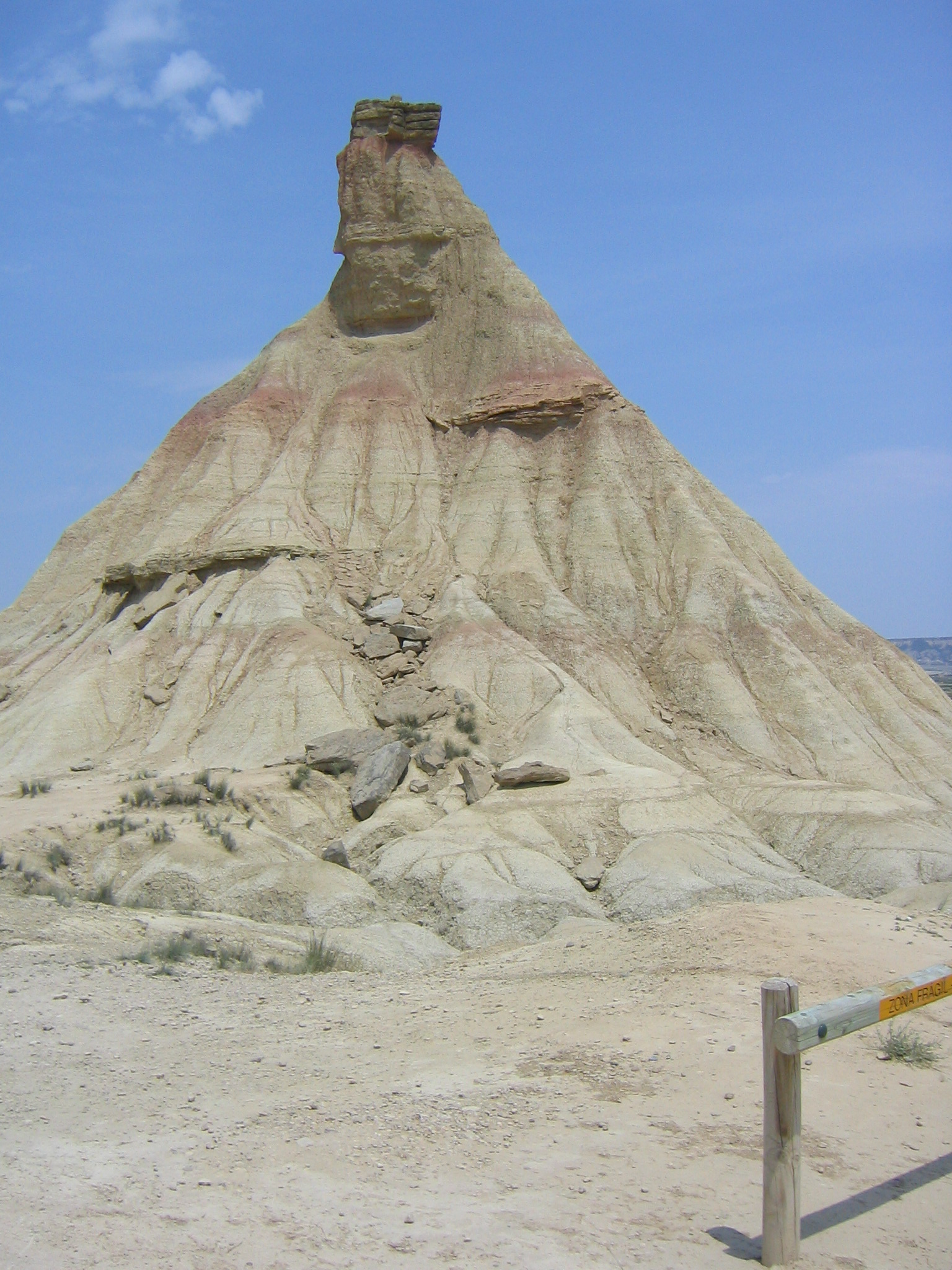
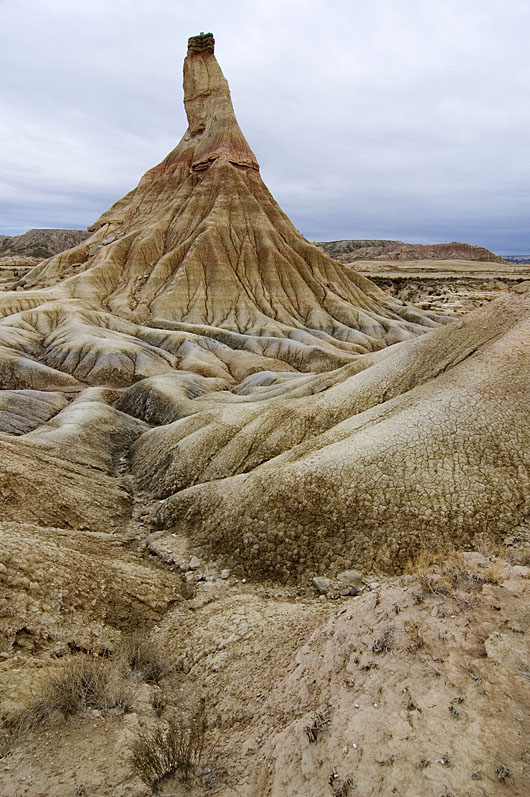
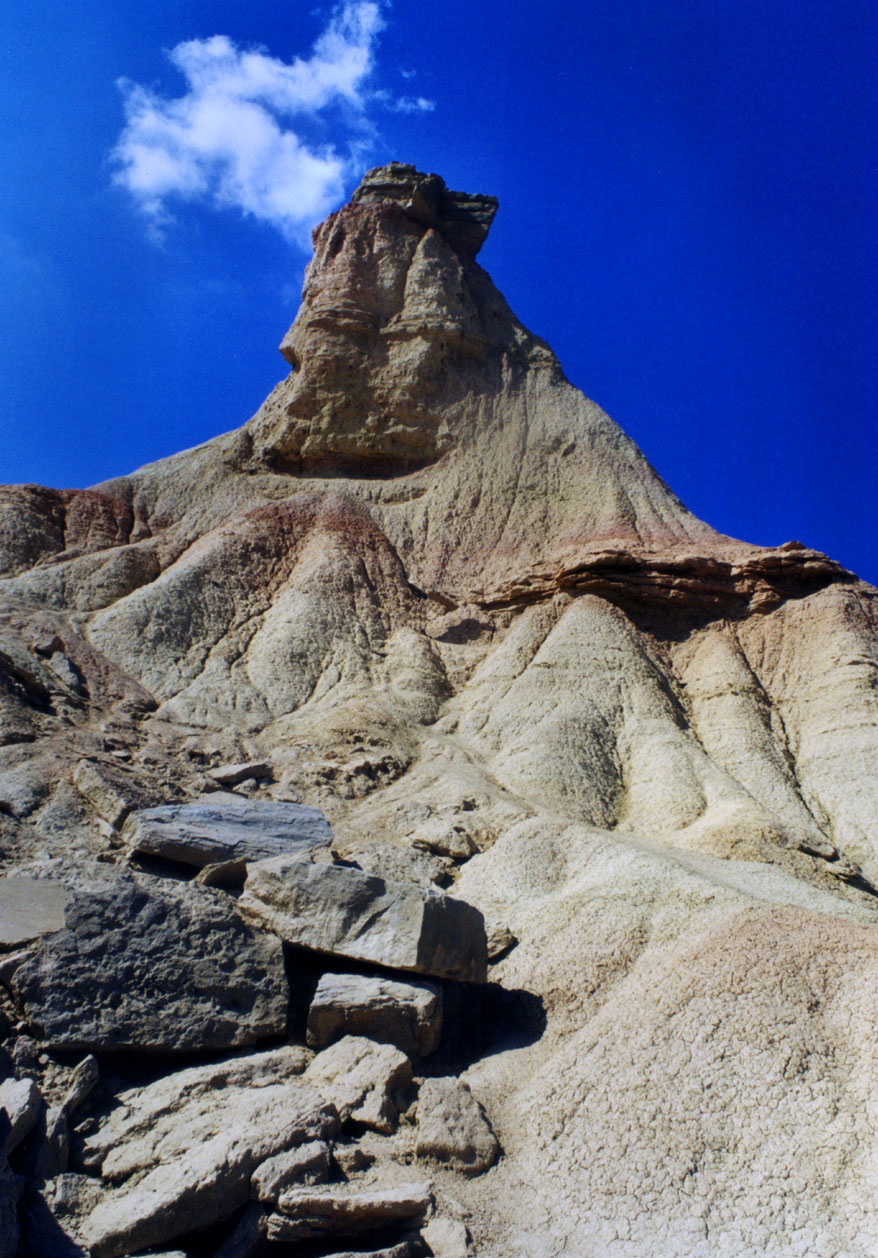
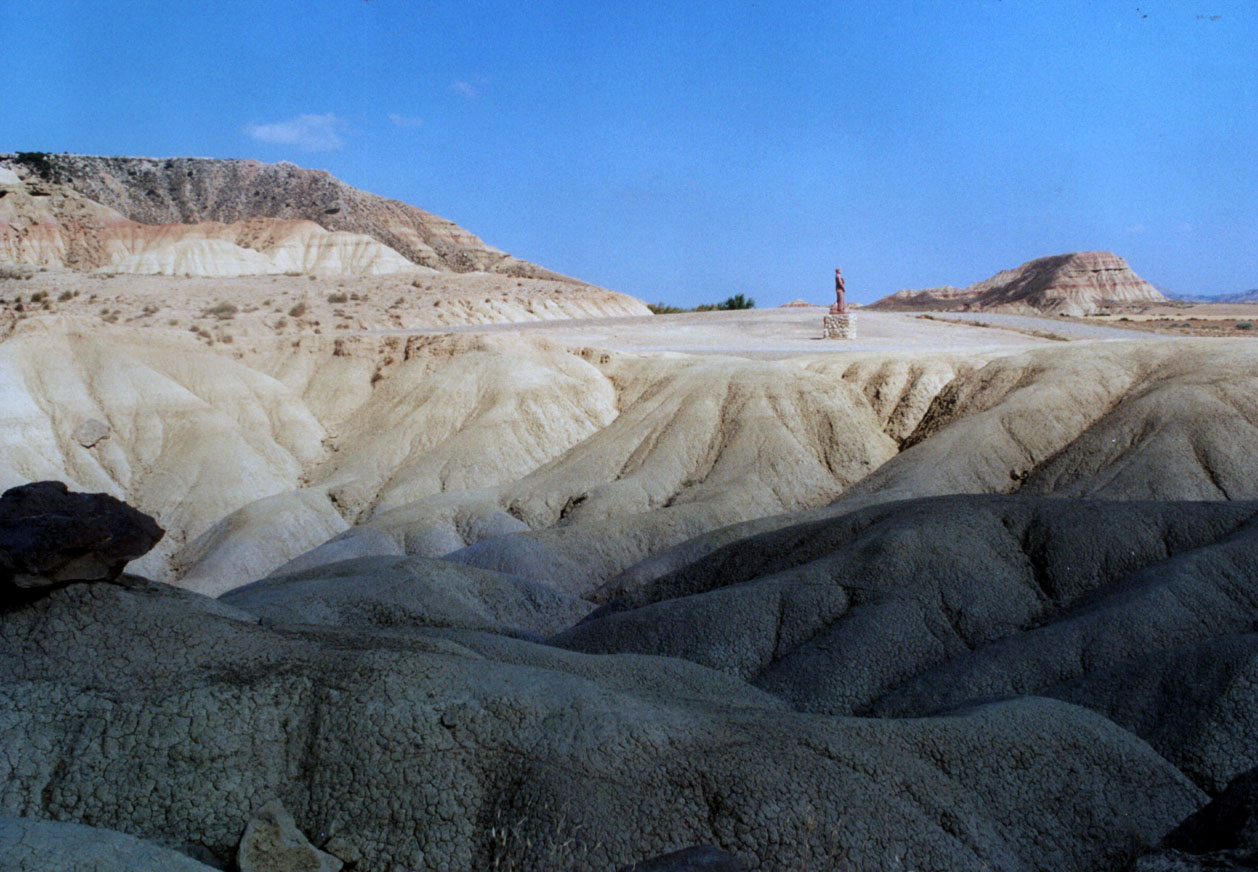
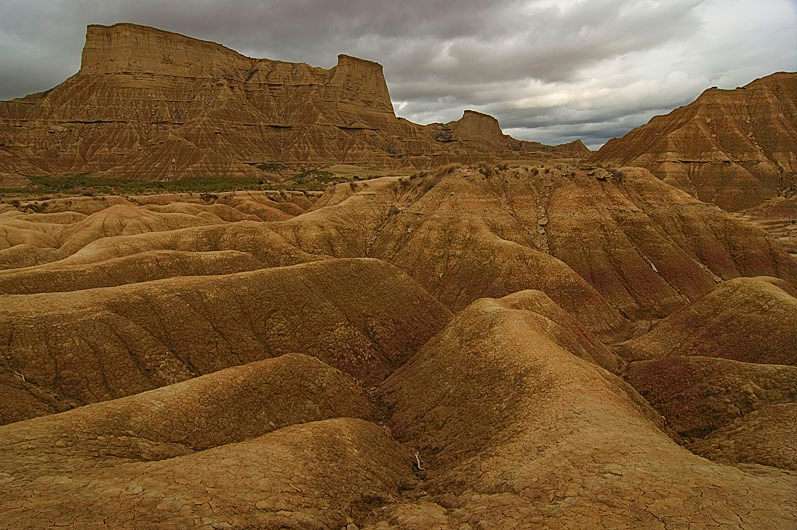
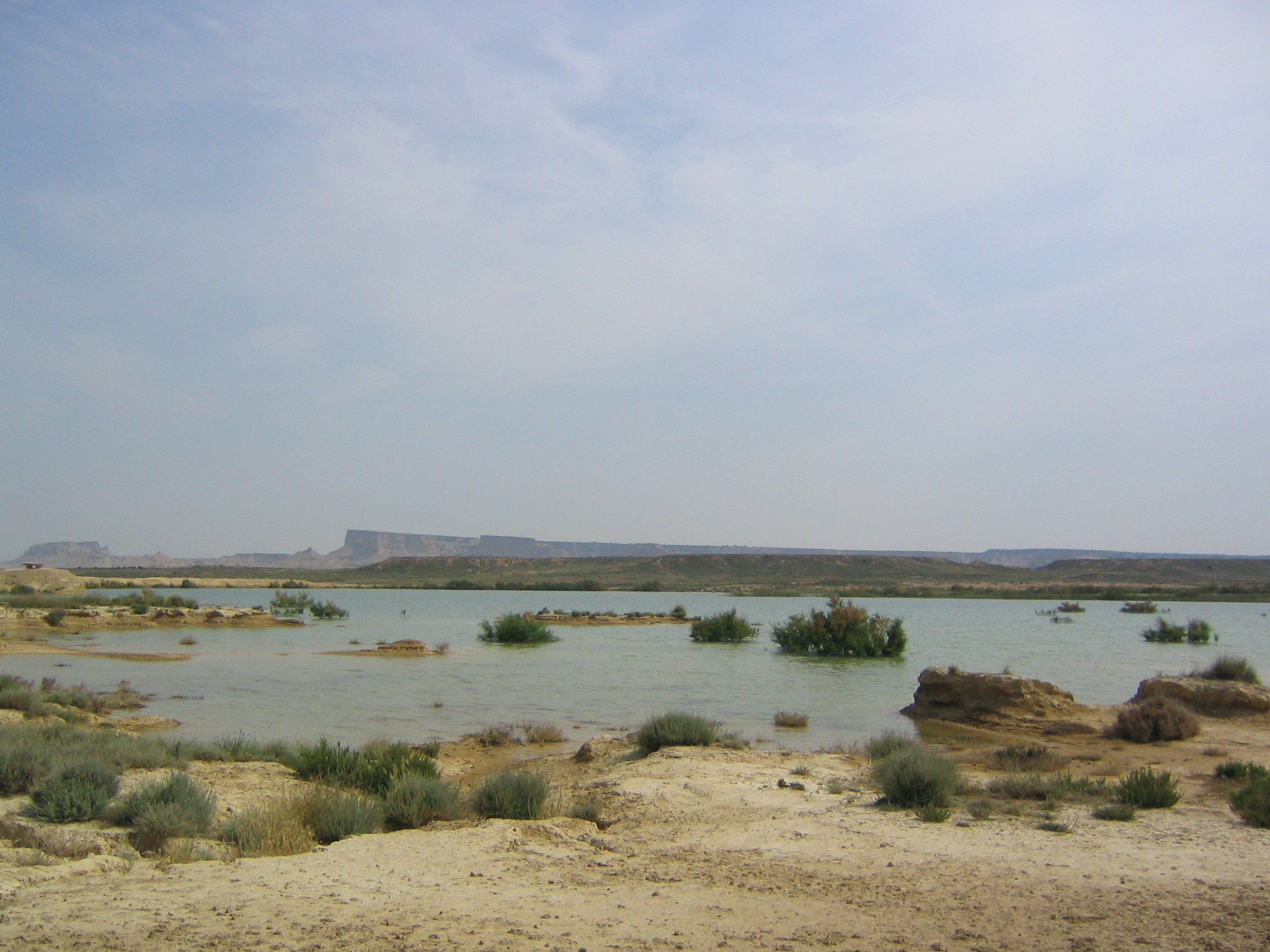